# Som daggens pärlor glöda
Som daggens pärlor glöda är en psalm för söndagsskolesång med text av Johan Eduard Bittman och tonsättning av J.C.F. Haeffner. Anna Ölander (1861-1939) översatte texten till svenska.

## Publicerad i
- Svenska Missionsförbundets sångbok 1920 som nr 569 under rubriken "Guds uppenbarelse i Jesus Kristus."
- Svensk söndagsskolsångbok 1929 som nr 5 under rubriken "Inlednings- och samlingssånger"